# Rare Junk
Rare Junk es el tercer álbum de estudio de la banda Nitty Gritty Dirt Band, lanzado en 1968 por Liberty Records. En un intento de mejorar su sonido, la banda incluyó instrumentación electrónica en el disco, pero sin embargo fue un fracaso comercial.

## Lista de canciones
1. "Mournin' Blues" (Tony Sbarbaro) - 3:24
2. "Collegiana" (Jimmy McHugh, Dorothy Fields) - 2:38
3. "Willie the Weeper" (Grant Rymal, Walter Melrose, Marty Bloom) - 2:26
4. "Cornbread and 'Lasses (Sassafrass Tea)" (Lloyd George, Rollin Oscar Sullivan) - 2:31
5. "These Days" (Jackson Browne) - 3:13
6. "Sadie Green The Vamp of New Orleans" (Gilbert Wells, Johnny Dunn) - 2:25
7. "Dr. Heckle and Mr. Jibe" (Dick McDonough) - 2:37
8. "End Of Your Line" (Chris Farrel) - 2:22
9. "Reason to Believe" (Tim Hardin) - 2:54
10. "Hesitation Blues (Oh! Baby Must I Hesitate?)" (Billy Smythe, Scott Middleton, Art Gillham) - 3:26
11. "A Number and a Name" (Steve Gillette, Tom Campbell) -3:20